# Ella Gjømle
Ella Gjømle, född 29 maj 1979 i Stathelle, är en norsk längdskidåkare. Gjømle deltog i de olympiska vinterspelen 2006. Hon har en seger i världscupen 2007 i lagsprint tillsammans med Marit Bjørgen.